# 灰エリオン沸石

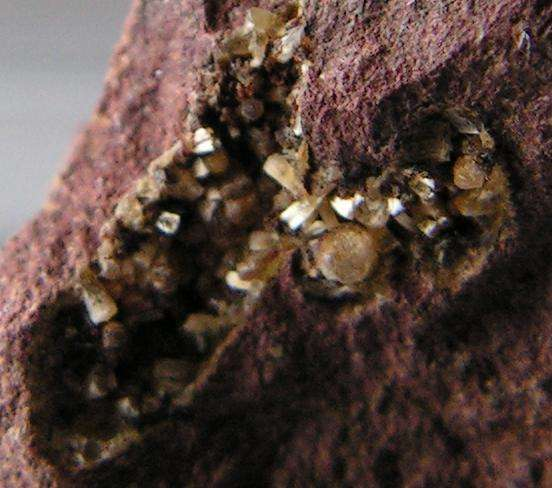
灰エリオン沸石の結晶（アイルランド ボグヒル鉱山産）。

灰エリオン沸石（かいエリオンふっせき、 Erionite-Ca）は1967年に発表された日本産新鉱物で、当時秩父自然科学博物館に勤務していた鉱物学者原田一雄などにより、沸石類を多産することで有名な新潟県の間瀬地区から発見された。当初はエリオン沸石の日本初産出として報告され、1997年の沸石スーパーグループの再定義に伴い独立種として認められた（これに伴い、エリオン沸石はナトリウムに富むソーダエリオン沸石（Erionite-Na）、カリウムに富むカリエリオン沸石（Erionite-K）、そして灰エリオン沸石に分けられた）。
化学組成はCa5[Si26Al10O72]・30H2Oで、六方晶系。沸石(Zeolite)スーパーグループに属する。
エリオン沸石の羊毛状や繊維状の結晶は、採石によって空中に飛散し、吸引による発がん性があることが指摘されている。このため国際がん研究機関（IRAC）ではグループ１の発がん物質に分類している。